# SULT6B1
SULT6B1 (англ. Sulfotransferase family 6B member 1) – білок, який кодується однойменним геном, розташованим у людей на 2-й хромосомі. Довжина поліпептидного ланцюга білка становить 303 амінокислот, а молекулярна маса — 34 919.
| 10         |  | 20         |  | 30         |  | 40         |  | 50         |
| ---------- |  | ---------- |  | ---------- |  | ---------- |  | ---------- |
| MADKSKFIEY |  | IDEALEKSKE |  | TALSHLFFTY |  | QGIPYPITMC |  | TSETFQALDT |
| FEARHDDIVL |  | ASYPKCGSNW |  | ILHIVSELIY |  | AVSKKKYKYP |  | EFPVLECGDS |
| EKYQRMKGFP |  | SPRILATHLH |  | YDKLPGSIFE |  | NKAKILVIFR |  | NPKDTAVSFL |
| HFHNDVPDIP |  | SYGSWDEFFR |  | QFMKGQVSWG |  | RYFDFAINWN |  | KHLDGDNVKF |
| ILYEDLKENL |  | AAGIKQIAEF |  | LGFFLTGEQI |  | QTISVQSTFQ |  | AMRAKSQDTH |
| GAVGPFLFRK |  | GEVGDWKNLF |  | SEIQNQEMDE |  | KFKECLAGTS |  | LGAKLKYESY |
| CQG        |  |            |  |            |  |            |  |            |

A: Аланін

C: Цистеїн

D: Аспарагінова кислота

E: Глутамінова кислота

F: Фенілаланін

G: Гліцин

H: Гістидин

I: Ізолейцин

K: Лізин

L: Лейцин

M: Метіонін

N: Аспарагін

P: Пролін

Q: Глутамін

R: Аргінін

S: Серин

T: Треонін

V: Валін

W: Триптофан

Кодований геном білок за функцією належить до трансфераз. 
Задіяний у такому біологічному процесі, як альтернативний сплайсинг. 
Локалізований у цитоплазмі.